# Bataille de la RC 4
 (août 2023).
Guerre d’Indochine
Batailles
- Opération Masterdom
- Bataille de Hanoï
- Opération Léa
- Bataille de Phu Tong Hoa
- Bataille de la RC 4
- Bataille de Vĩnh Yên
- Bataille de Mao Khê
- Bataille de Nghia Lo
- Bataille de Hòa Bình
- Opération Lorraine
- Bataille de Na San
- Bataille de Muong Khoua
- Opération Atlante
- Opération Camargue
- Opération Hirondelle
- Opération Brochet
- Opération Mouette
- Opération Castor
- Bataille de Diên Biên Phu
- Opération D
- Bataille du col de Mang Yang
- Extension au Laos

La bataille de la RC 4 oppose, durant la guerre d'Indochine, les forces du corps expéditionnaire français à celles du Việt Minh, en septembre et octobre 1950, au nord Tonkin à proximité de la frontière chinoise. Ces combats se soldent par la défaite des troupes françaises.

## Situation
La route coloniale 4, ou RC 4, est une ancienne route d'Indochine qui a eu une importance stratégique majeure pendant la guerre d'Indochine.
Située à l'extrémité nord de l'Indochine (Tonkin) et longeant la frontière avec la Chine sur 200 km, la RC 4 a souvent été l'objet de combats pour les soldats français avec les Pavillons noirs, les Japonais et le Việt Minh.
Cette route, qui reliait Lào Cai à Móng Cái, permettait le ravitaillement des places fortes de Lang Son, Na Cham, That Khé, Dong Khê et Cao Bang, et permettait les liaisons avec Hanoi, la capitale du Tonkin, via la RC 1. Elle était surnommée « la route sanglante ».

## Circonstances
À la suite d'une visite en Indochine au début de l'année 1949, le général Revers, chef d'état-major de l'armée de terre, rédige un rapport qui préconise l'évacuation de Cao Bang et des postes intermédiaires de la RC 4 jugés inutiles, exposés et dont le ravitaillement épuise le corps expéditionnaire.
L'arrivée du général Carpentier à la tête du corps expéditionnaire en 1949 ravive le débat entre le haut-commissaire Pignon et le commandant en chef en désaccord profond au sujet du Tonkin. Le général Alessandri, fort de son expérience, nommé commandant de la zone opérationnelle du Tonkin, s'oppose par tous les moyens d'influence à une évacuation. L'évacuation, pourtant décidée et approuvée par le gouvernement dès 1949, est dès lors un plan remisé.
Fin 1949, la république populaire de Chine prend le contrôle des zones frontières chinoises, après en avoir chassé les nationalistes de Tchang Kaï-chek. Dès cette date, la Chine accueille des camps d'entrainement du Việt Minh, où des unités sont organisées, formées et équipées de façon moderne, non plus seulement pour la guérilla, mais aussi maintenant pour la guerre conventionnelle, y compris avec des soutiens d'artillerie. La guerre change donc de nature le long de la frontière chinoise, que longe la RC 4. De grandes unités Việt Minh conventionnelles peuvent maintenant opérer, ravitaillées par des lignes logistiques partant de Chine populaire.
Le taux de pertes, l'insécurité des postes militaires, l'usure des unités conduisent à ce constat : le Viêt Minh devient une force militaire dotée de moyens de feux puissants et montrant une mobilité imprévisible. Le soutien matériel et logistique des forces maoïstes lui permet de passer à l'offensive. La décision de repli est prise, mais sa réalisation, à la fois trop tardive et mal conduite, entraîne une sévère défaite du corps expéditionnaire.

## Chronologie des événements
- 25 au 27 mai 
 Prise de Dong Khê (3e et 4e compagnies du BM de 8e RTM, 146e CLSM) par la brigade 308 Viêt Minh (TD 88 et TD 102). Prise de conscience de l'état-major de zone des modifications de la menace : le Viêt Minh dispose maintenant d'une armée puissante, équipée d'artillerie.

- 27 mai 
 À partir de 17h00, le 3e BCCP du capitaine Cazaux est parachuté directement sur Dong Khê. Le soir la ville est reprise. Le 10e Tabor marocain rejoint Dong Khê le 31 mai.

- 2 septembre 
 Le commandant en chef prend la décision d'évacuer Cao Bang. L'opération est confiée au colonel Constans qui commande la ZFNE (Zone Frontière du Nord-Est) à Lang Son[7]. Le colonel Charton doit évacuer Cao Bang et rejoindre la colonne de soutien du colonel Le Page, qui viendra de l'est.

- 15 au 18 septembre 
 Prise par le Viêt Minh (TD 102 et TD 36) de Dong Khê, défendue par les 5e et 6e compagnies du II/3e REI. Le point de passage entre la zone à évacuer (Cao Bang) et la zone de recueil (That Khé et surtout Lang Son) est fermé.

- 16 septembre
 Mise en route vers That Khé de la colonne Le Page, constituée du BM du 8e RTM et du GTM (1er, 3e et 11e Tabors marocains). Le 3e Tabor est en tête et est accroché à partir des falaises, à hauteur de Lung Phai. That Khé doit devenir la base d'une future marche vers le nord-ouest, à la rencontre des évacués de Cao Bang.

- 17 et 18 septembre
 Le 1er BEP saute sur That Khé pour renforcer la colonne Le Page.

- 23 septembre
 Le 3e Tabor est replié sur Lang Son pour être aérotransporté sur Cao Bang afin de renforcer la garnison. Il constitue le renfort qui permettra de constituer une colonne d'évacuation. Il ignore la mission future.

- 24 septembre
 Le groupement "Bayard" (Le Page) effectue une opération sur Poma, au nord-est de That Khê. Le 1er BEP et le 1er Tabor accrochent le TD 246 et le régiment de régionaux "Chu Luc" de la brigade 308. Les deux bataillons doivent se replier sur That Khé.

- 29 septembre
 L'opération de diversion "Phoque" est lancée sur Thaï Nguyen à 200 km au sud de Cao Bang sur la RC3 sans renseignements sur la consistance des forces Viêt Minh. Confiée au colonel Gambiez, elle met en œuvre un effectif de 4 500 hommes, soit 7 bataillons, une Dinassaut et l'ensemble des moyens aériens du Tonkin. Le 7e BCCP saute sur l'objectif le 30 septembre. Ces unités aguerries aux effectifs importants ne seront pas disponibles au moment de l'évacuation des troupes françaises du nord du Tonkin.

- 1er octobre
 Début de l'opération "Tiznit" (colonne Le Page) : les 1er et 11e Tabor, le BM du 8e RTM, le 1er BEP et les partisans doivent rejoindre Dong Khê pour rouvrir le passage vers Cao Bang. Le 1er BEP qui a relevé le 3e Tabor à Loung Phai tente en vain de reconquérir Dong Khê.

- 2 octobre
 L'opération "Thérèse" est lancée : la colonne Le Page reçoit pour mission de venir en renfort de la colonne Charton à Nam Nang au nord-ouest de Dong Khê. Ce même jour, le TD 246 anéantit la 1re compagnie du BM du 8e RTM à Na N'Gaum. 
 Durant la nuit du 2 au 3, les 58e et 59e Goums du 1er Tabor sont attaqués par le TD 209 au sud-ouest de Dong Khê. Le 5e Goum du 11e Tabor est quant à lui harcelé par le TD 246 sur le Na Kéo, il devra son salut à l'intervention du 1er BEP mais sera quasiment décimé.

- 3 octobre
 Le Page rassemble les 2e, 3e et 4e compagnies du BM du 8e RTM et le 1er Tabor sur les cotes 760 et 765 au sud-ouest de Dong Khê. Ces 1 300 hommes doivent lui permettre d'établir le contact avec la colonne Charton tandis que le 1er BEP et le 11e Tabor, regroupés sur le Na Kéo et formant le sous-groupement Delcros, restent en protection au sud de Dong Khê. Ils résistent toute la journée mais doivent décrocher le soir face aux attaques répétées des TD 36 et TD 246.

- 3 au 4 octobre
 Le sous groupement Delcros essaie de rejoindre Loung Phai mais, attaqué au niveau du « Boulevard de la 73/2 » du Lieutenant F Bailly, par le TD 246, il doit faire demi-tour et retrouver le gros de la colonne sur la cote 765.

- 3 octobre
 La colonne Charton quitte Cao Bang après avoir détruit les fortifications et les munitions restantes. La progression est lente, car la colonne recense 500 civils, deux canons et 30 véhicules. Les coupures de piste effectuées par le Viêt Minh et la longueur de la colonne ne permettent aucune manœuvre.

- 4 octobre
 Sous la pression du TD 246, le 8e Goum doit quitter Loung Phaï et rejoindre la cote 608. Le 3e Goum quant à lui tient la cote 703 plus à l’est.
 L'après-midi, Le Page replie l'ensemble de ses troupes autour des cirques de Coc Xa : 1er et 11e Tabors et BM du 8e RTM.
 Sur un ordre transmis en début d'après-midi, la colonne Charton quitte la RC 4 par une piste inconnue, impraticable, qui doit mener à Quang Liêt.

- 5 octobre 
A 18 heures, la section du lieutenant Tchiabrichvili de la 1re compagnie du 1er BEP est anéantie sur la cote 533 par le TD 88.
En fin de soirée, le 1er BEP part rejoindre le reste du groupement Bayard. 
 Un détachement de partisans, aux ordres du capitaine Morichère, constitué des 136e, 138e et 142e CLSM est accroché à Quang Liêt. La 140e CLSM reste quant à elle avec la colonne de civils. La 138e est presque anéantie.
 Le 3/IIIe REI et le 3e Tabor de la colonne Charton se suivent. Le 3e Tabor passe en tête et prend position sur la cote 590 le 6 octobre dans la matinée.

- 6 octobre 
Au matin, le 1er BEP rejoint la colonne "Bayard".
Le dispositif Le Page, rassemblé à Coc Xa, est entièrement encerclé par les forces Viêt Minh (TD 36, 88, 102 et 174). 
 La 142e CLSM de Mentec s’installe en défense sur la cote 590 et est rejointe par les 136e et 138e CLSM qui ont été accrochées en tentant d’atteindre la cote 477.
 Finalement c’est le 3e Tabor isolé, aux ordres du commandant de Chergé, qui parvient à occuper la cote 477, composée de quatre pitons sur 2 km. La pression ennemie est désormais palpable.
 Le groupement Labaume – indicatif « Rose », constitué à partir de la garnison de That Khé (CCB, 7e et 8e compagnies du II/3e REI), de parachutistes Thô et d’éléments du 11e Tabor rejoignent juste la cote 608 afin d’établir un recueil.

- Le 7 octobre
 À partir de 3 heures du matin, le 1er BEP tente de percer l’encerclement au niveau de « la source » : dans l’ordre, le peloton d’élèves gradés, la 2e compagnie puis la 3e compagnie sont anéantis. Le 1er BEP n’existe pratiquement plus mais le passage est ouvert. C’est au tour du 1er Tabor, avec en tête le 59e Goum emmené par le lieutenant Villeneuve, de s’élancer en entonnant "la Chahada" . Le reste de la colonne, qui a abandonné les blessés avec les médecins, s’engouffre dans la brèche et rejoint la cote 477. Le groupe de partisans est lui aussi accroché mais réussit néanmoins à s’échapper de Coc Xa et est rejoint par Le Page. 
Au matin, la 138e CLSM de Morichère est envoyée en protection sur les crêtes qui dominent Ban Ca. Deux CLSM commandées par le Lieutenant Viltard se portent en recueil à Qui-Chan.
Dans la journée, les survivants de la colonne Le Page refluent vers la crête est et s'amassent au milieu du dispositif du 3e Tabor étalé du nord au sud. Des milliers de Viêt Minh (15 bataillons) se lancent très tôt à l’assaut de 477 depuis le sud-ouest et le nord (brigade 308 au sud, TD 209 à Quang Liet, TD 246 au nord vers 590, TD 174 vers That-Khê, ce dernier avec 8 canons, 16 mortiers, 40 mitrailleuses). La CLSM de Ban Ca se replie vers le 36e Goum. Celui-ci réussit deux contre-attaques, décompte 15 Goumiers tués et doit se replier vers le 51e Goum  sur ordre. Le GCA, puis le 4e Goum aidé de la CCB du III/3e REI, se défendent pied à pied, mais manquant de munitions et risquant d'être encerclés, rejoignent  le 51e Goum plus au sud, repoussant sur un faux plat les lignes d'assaut à la grenade jusqu'en milieu d'après-midi.
 En fin de matinée, deux compagnies du III/3e REI sont emmenées par le commandant Forget à l'assaut du piton sud où s'est installé un appui feu viet. Le commandant Forget est atteint de deux rafales. Il se meurt, assisté de ses légionnaires et du commandant de Chergé. Le 51e Goum et le 3/IIIe REI contiennent la marée ennemie sur deux hauteurs au sud de 477. Lorsque la nuit tombe, il est décidé sur l'insistance des messages radio du commandement de rejoindre That Khé par groupes isolés, dans l'ordre :  3e Tabor en tête, 11e et 1er Tabors, PC, Thos, III/3e REI. Le 1er BEP demande sa  « liberté de manœuvre » . Charton tombe sur le TD 174 au niveau de Ban Ca où il est fait prisonnier. Les rescapés du 1er BEP (120 hommes environ) tentent quant à eux de passer par l’est. Ils perdent leur chef, le commandant Segrétain. De même, Le Page essaie de rejoindre la cote 608 mais est capturé le 9 octobre. En unité constituée, le 3e Tabor prend la direction sud-sud-est, à l’est de Ban Ca, empruntant le versant boisé de 533 à son nord-est, traversant une piste vers That-Khê sans la suivre, puis contourne la cote 515 à son nord-est (Loung-Louon) et dépasse Cocton par le nord. De nuit dans la jungle, brancardant des blessés, le groupe principal de 200 Goumiers incorpore des rescapés du 1er BEP et échappe aux embuscades. Il rejoint la cote 608 le 8 octobre après-midi.

- 8 octobre
 À 18 heures, le groupement de parachutistes, constitué du 3e GCCP[8] et d’une compagnie de marche du 1er BEP saute sur That Khé. Il reçoit pour objectif d’atteindre le pont Bascou au nord de That Khé afin de protéger le groupement « Rose » dans sa retraite.
 À 21 heures, sur ordre, le groupement « Rose » se replie sur la cote 703. Le 3e Tabor atteint That-Khé avec plus de la moitié de son effectif. Des groupes dispersés et amalgamés rejoignent les lisières nord de la plaine et sont transportés en camions.

- 9 octobre 
 Après quelques accrochages, le groupement de parachutistes et le groupement Labaume, renforcés des 3e et 8e Goums du 11e Tabor, font leur jonction. Les commandants d'unités à That Khé apprennent que l'évacuation se poursuit vers Lang Son. Les hommes sont rééquipés. Les 29 rescapés du 1er Bep embarquent sur un Junker 52 Toucan venu récupérer des blessés à destination de Lang Son. Pour les autres, dont deux infirmières du poste de That-Khê, le départ est prévu dans la nuit, sous des pluies diluviennes.

- 10 octobre 
 Évacuation de That Khé, à partir de 23 heures. Le pont sur le Song Ki Cung a sauté la veille, par une action combinée viet. Le franchissement n'est possible qu'avec six embarcations du génie. Le fleuve commence sa crue. Les éléments du 1er Chasseurs et du 3e BCCP franchissent au petit matin en dernier. 
Le groupement de parachutistes, resté en arrière-garde, a franchi tardivement. Il ne peut franchir le défilé du Deo Cat, assailli par les troupes viet. Traqué pendant trois jours par le TD 246, le TD 174 et un régiment « Chu Luc » le groupement parachutiste est finalement anéanti à 10 km à l'ouest de la RC 4. Le capitaine Cazaux donne son dernier ordre de dispersion par équipes de cinq.

- du 10 au 16 octobre 
 Les 1 400 rescapés épuisés sont à nouveau dans une situation très précaire les 11 et 12 octobre. L’ennemi tente de les intercepter. La RC 4, détruite sur des kilomètres, est verrouillée par l’étroit défilé du Deo Cat. Les postes qui jalonnent la RC 4 (PK45, PK41 ouest et est, Ben Me) sont éliminés les 3 et 4 octobre. Les garnisons de Lung Vai, Ban Be, Ananas, 341, Capkhê et 32 se joignent aux rescapés qui  atteignent Ban Be et se cachent dans la journée à l’est de Luang Vai. Ils traversent des arroyos dans la nuit, échappent à des embuscades, escaladent la montagne pour arriver le 12 octobre au matin à Na Cham, puis à Tha-Lai le 13 octobre, et enfin Lang Son. Couvert par le général Carpentier et le général Marchand, remplaçant du général Alessandri[9], opposé à l'évacuation de Cao bang et parti défendre son point de vue en métropole, le colonel Constans panique et abandonne Lang Son, notamment son artillerie lourde, ses munitions, armes et réserve de vivre. Le 17 octobre, la garnison de Lang Son évacue la ville et rejoint le delta du Tonkin, sans pertes.
- Le ministre d’Etat chargé des relations avec les Etats associés M. Jean Letourneau, vient le 20 octobre à Phu Lang Thuong (non loin d’Hanoï sur la RC 1), lieu de rassemblement des rescapés de la RC 4, dès l’annonce du désastre, accompagné du général Juin, résident général du Maroc, et du haut-commissaire M. Pignon. En France et partout dans le monde, l’annonce du désastre est douloureusement ressentie. Au Palais-Bourbon, après une minute de silence, il est donné lecture du « dramatique récit du commandant de Chergé ».

## Les erreurs commises
- L'opération se serait déroulée de façon plus aisée si elle avait été déclenchée un an plus tôt, alors que les troupes Viêt Minh n'avaient pas encore reçu l'appui des Chinois. Le général Alessandri, qui s'oppose à l'évacuation pourtant validée par le gouvernement, porte une responsabilité directe dans ce retard fatal.

- Des indiscrétions en France ont permis au général Giap de se préparer à cette attaque dès l'émission du rapport Revers, indiscrétions qui, selon Roger Wybot, n'avaient pour objectif que de renverser le gouvernement Queuille afin de porter Pierre Mendès France au pouvoir (in : La bataille pour la DST, par Roger Wybot).

- L'adoption de l'itinéraire de la RC 4 pour évacuer Cao Bang est critiquable : l'évacuation par voie aérienne ou par la RC 3 aurait été moins périlleuse.

- La décision d'évacuer Cao Bang avec l'ensemble des matériels et avec une colonne de partisans et leurs familles était contraire aux ordres. Elle aurait pu être justifiée, si, compte tenu du cadre général, l'ennemi n'avait pas été une menace immédiate.

- La poursuite de l'évacuation de Cao Bang par la RC 4 alors que la citadelle de Dong Khê était toujours aux mains de l'ennemi n'avait aucun sens.

- La colonne Le Page a été repoussée dans la vallée de Coc Xa dans l'attente de la colonne Charton. Cette cuvette ne présentait aucune échappatoire face aux positions de feux sur les hauteurs occupées par les Viêts. Le sacrifice du 1er BEP, puis l'assaut démesuré des goumiers du 11e Tabor ont permis aux rares rescapés de rejoindre la colonne Charton sur les crêtes plus à l'est.

## Les forces en présence

### Forces françaises
- Garnison de Dong Khê en mai 1950 (400 hommes) – Capitaine Casanova (†).
  - 3e compagnie du Bataillon de Marche (BM) du 8e RTM – Lieutenant Brondel.
  - 4e compagnie du BM du 8e RTM – Capitaine Brun.
  - 146e CLSM – Lieutenant Nang.

- Colonne Le Page – Groupement Bayard.
  - 1er BEP (576 hommes) – Chef de bataillon Pierre Segrétain (†), adjoint Capitaine Pierre Paul Jeanpierre.
    - CCB – Lieutenant Pelleterat de Bordes (†), adjoint lieutenant Béchard (†).
    - 1re compagnie – Capitaine Garrigues (†), adjoint lieutenant Lepage.
    - 2e compagnie – Capitaine Bouyssou (†), adjoint lieutenant Hochart.
    - 3e compagnie – Capitaine de Saint-Etienne (†), adjoint lieutenant Roy.

  - Bataillon de Marche du 8e RTM – Commandant Arnaud.
    - 1re compagnie – Capitaine Feuillet (†).
    - 2e compagnie – Capitaine Lacube.
    - 3e compagnie – Capitaine Guidon.
    - 4e compagnie – Lieutenant Lévêque.

  - 11e Tabor marocain (GTMEO) – Commandant Delcros.
    - GCA – Capitaine Delacourt.
    - 3e goum – Capitaine Roux.
    - 8e goum – Capitaine Collas
    - 5e goum – Lieutenant Rebours (†), adjoint lieutenant de Cazanove (†).

  - 1er Tabor marocain (GTMEO) – Capitaine Feaugas.
    - GCA – Capitaine Deminière (†).
    - 58e goum – Capitaine Mathieu (†).
    - 59e goum – Capitaine Raval, adjoint lieutenant de Villeneuve.
    - 60e goum – Lieutenant Spor, adjoint aspirant Arnoulx de Pirey.

  - détachement du 23e RIC ?
  - 5e escadron du 1er RCC
    - Peloton Pascal – Lieutenant Pascal (†)
    - Peloton le Bideau – Lieutenant le Bideau
    - Peloton Hadengue – Lieutenant Hadengue

  - Éléments du Train
    - 2e peloton de la 71e CCR - Lieutenant Lefébure
    - détachement de la 555e CM

- Colonne Charton:
  - III/3e REI – Commandant Forget (†), adjoint Capitaine Labignette.
    - CCB – Capitaine Pages.
    - 9e compagnie – Lieutenant Mattenet.
    - 10e compagnie – Lieutenant Bonfils.
    - 11e compagnie – Capitaine Maury (†).
    - 12e compagnie – Capitaine Clamou.

  - Bataillon de partisans – Capitaine Tissier.
    - 136e CLSM – Lieutenant Viltard.
    - 138e CLSM – Capitaine Morichère.
    - 140e CLSM – Lieutenant Daniès.
    - 142e CLSM – S/Lt Mentec.

  - 3e Tabor marocain (GTMEO) – Commandant de Chergé, adjoint Capitaine Farret.
    - GCA – Lieutenant Mouton.
    - 4e goum – Capitaine Jeantet.
    - 36e goum – Lieutenant Pairis.
    - 51e goum – Capitaine Valache et Lieutenant Jean-Jacques Beucler.

- Garnison de Dong Khê en septembre 1950 – II/3e REI (250 hommes) – Capitaine Allioux.
  - 5e compagnie – Capitaine Vollaire.
  - 6e compagnie – Capitaine Jaugeon.

- Garnison de That Khé en septembre 1950 – II/3e REI – Capitaine Labaume et Lieutenant Michel Tirat.
  - 7e compagnie – Lieutenant Mozat.
  - 8e compagnie – Lieutenant Bart.

- Garnison de Na Cham en septembre 1950
  - 2e compagnie du I/3e REI – Capitaine Mattei.
  - détachement automobile de la 3e compagnie du GT516

- Groupement aéroporté – 3e GCCP et compagnie de marche du 1er BEP (404 hommes) – Capitaine Cazaux († prisonnier, mort en captivité), chef d’état-major Capitaine Lombard (†), adjoints lieutenant Planet (prisonnier) lieutenant Lambert (blessé, disparu) lieutenant Olivier (prisonnier, évadé) Capitaine Armstrong (prisonnier)
  - GC1 – Capitaine de Braquilanges (prisonnier), adjoint lieutenant Kermarec (prisonnier évadé) 
    - 1er commando, lieutenant Graziani (prisonnier)
    - 2e commando, lieutenant Emptoz-Lacote (prisonnier, disparu),
    - commando de renfort , lieutenant Rougier (prisonnier).

  - GC3 – Capitaine Mourier (rescapé) 
    - 1er commando, lieutenant Chevret (prisonnier)
    - 2e commando, lieutenant Bellamy (rescapé)

  - Compagnie de marche du 1er BEP – Lieutenant Loth, adjoint lieutenant Guyomard, 
    - 1re section, lieutenant Leducq (prisonnier, évadé)
    - 2e section, lieutenant Labrouhe de Laborderie (prisonnier, mort en captivité en 1951)
    - 3e section, lieutenant Dop (prisonnier), DLO Lieutenant Denelle (prisonnier)

(†) Officier tué pendant les combats ou décédé en captivité

### ForcesViêt Minh
- Forces du Nord-Est
  - Division 308 - Général Vuong Thua Vu : 
    - Régiment 36.
    - Régiment 88 (détaché).
    - Régiment 102.

  - Régiment(s) de régionaux "Chu Luc".
  - Régiment 246.
  - Régiment 209.

- Forces du Sud-Ouest - Général Lê Quang Ba
  - Régiment 174 (division 316).
  - Régiment 88 (détaché de la division 308).
  - Régiment(s) de régionaux "Chu Luc".

## Le bilan

### Les conséquences
- Après l'évacuation des places fortes de la RC 4, la frontière nord de l'Indochine se trouve dégarnie. Ce fait est aggravé par l'abandon dans la précipitation de Lao Kay et d'Hoa Binh.
- Le sentiment d'invulnérabilité du corps expéditionnaire français, qui jusque-là n'avait affaire qu'à des opérations de guérilla, disparaît.
- Pour relever la situation, la France nomme de Lattre de Tassigny aux postes de Haut Commissaire et de commandant en chef le 6 décembre 1950. Il succède ainsi à Léon Pignon et au général Carpentier.
- Bien que renforcé dans sa détermination, le Viêt Minh ne parvient pas à prendre Hanoï comme souhaité avant le nouvel an Vietnamien (fête du Têt, le 6 février 1951).
- L'empereur Bao Dai obtient du gouvernement français l'autorisation de constituer une armée vietnamienne.

### Pertes françaises
Anéantissement des colonnes Le Page et Charton :
- 1er BEP,
- 3e GCCP,
- III/3e REI,
- Bataillon de partisans (136e, 138e, 140e et 142e CLSM),
- BM du 8e RTM,
- GTM (1er, 3e et 11e Tabors marocains).

Les chiffres des pertes varient suivant les auteurs, néanmoins il semble que le corps expéditionnaire ait perdu dans cette bataille environ 5 000 hommes (tués, blessés et prisonniers). Sur les 3 000 prisonniers, on estime que 2 000 d'entre eux ne sont pas revenus des camps.
En 2021, il est possible d'évaluer l’effectif disponible initial à 5 962 combattants (2 749 Le Page, 2 265 Charton, 948 3e BCCP et unités de garnisons), arrondi à  6 000. L'estimation des pertes est de 4 128 combattants, soit 70%, soit 62% pour Le Page et 87% pour Charton. Les unités n'ont toutefois pas été anéanties stricto sensu, car près de 3 000 combattants ont été faits prisonniers, soit 50% de l'effectif initial (environ 29% pour le BEP et  82% pour le III/3e REI). Les rescapés revenus à pied à Lang Son, en incluant les garnisons repliées, sont au nombre de 1 836, soit 30% Si l'on adjoint les 1 000 prisonniers libérés entre 1950 et 1954, dont certains très grièvement blessés, on obtient un taux de retour de 47% de l'effectif initial disponible.

### PertesViêt Minh
Estimations occidentales : environ 9 000 morts,.

## Lexique
- BM : Bataillon de Marche.
- CCR : Compagnie de Circulation Routière.
- CCS : Compagnie de Commandement et de Service.
- CLSM : Compagnie Légère de Supplétifs Militaires.
- CM : Compagnie Muletière.
- GCA : Goum de Commandement et d'Appui.
- GCCP : Groupement Colonial de Commandos Parachutistes, ancêtre des RPIMa.
- GT : Groupe de Transport.
- GTM : Groupement de marche des Tabors Marocains.
- Tabor : équivalent à un bataillon léger d'infanterie, est constitué de 4 goums.
- TD : Trung đoàn, régiment Viêt Minh constitué de 4 bataillons.
- ZFNE : Zone Frontière du Nord-Est.
- ZOT : Zone Opérationnelle du Tonkin.